# Astinomo
Los astinomos (en griego antiguo: ἀστυνόμοι) de las voces ciudad y ley) eran magistrados de Atenas encargados de la inspección de las calles, de los músicos ambulantes y de los charlatanes. 
Eran con poca diferencia como los ediles plebeyos en Roma. Aristóteles, citado por Harpocración, dice que eran diez, cinco en la ciudad y otros cinco en El Pireo. Vemos en Demóstenes que no se podía ser dos veces astinomo. 
En su Constitución de Atenas, Aristóteles describe en detalle el papel de estos inspectores urbanos, los astinomos, que entre otras de sus prerrogativas, estaba supervisar la aplicación de la ley en el caso de los músicos contratados para banquetes: vigilan a las flautistas y las tañedoras de lira y a las citaristas para que no cobren más de dos dracmas como salario. También son citados por el estagirita en Política. y por Demóstenes.